# Cheiracanthium mondrainense
Cheiracanthium mondrainense là một loài nhện trong họ Miturgidae.
Loài này thuộc chi Cheiracanthium. Cheiracanthium mondrainense được Barbara York Main miêu tả năm 1954.